# Ina Müller-van Ast

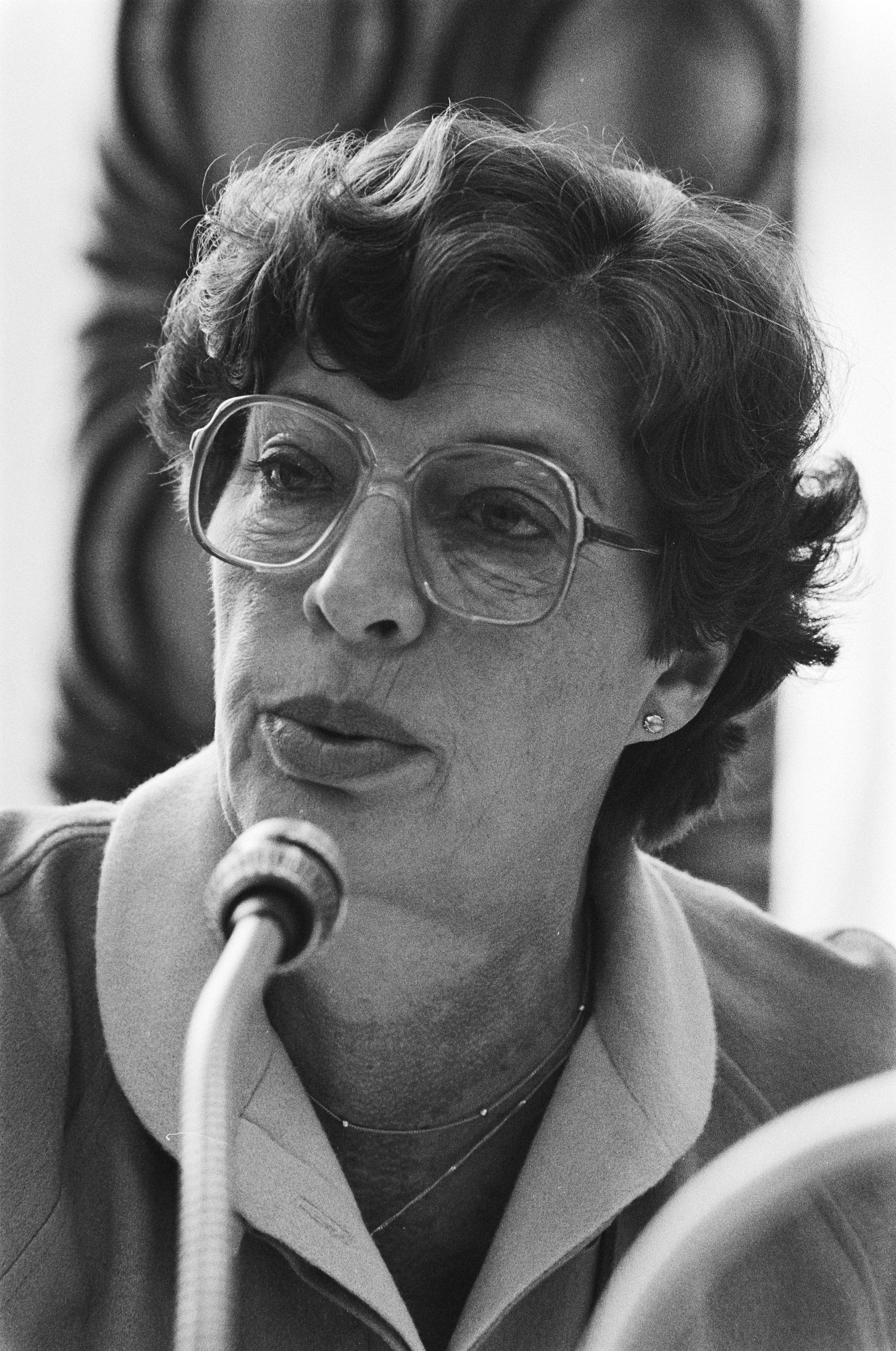
Ina Müller-van Ast (1981)

Marina Agatha (Ina) Müller-van Ast (* 12. September 1927 in Den Haag; † 22. Oktober 2018 in Oss) war eine niederländische Politikerin und Mitglied der Partij van de Arbeid.

## Karriere
Müller wurde in eine linksgerichtete Familie hineingeboren. Sie arbeitete, bevor sie in die Politik ging, als Angestellte in einem Verwaltungsbüro in Den Haag. 1966 wurde sie Mitglied des Gemeinderats von Oss und 1973 auch im Provinzparlament der Provinz Nordbrabant. Beide Positionen hatte sie bis 1978 inne. 1977 wurde sie Mitglied der zweiten Kammer der Generalstaaten. Sie war Mitglied der Arbeitsgruppe für den öffentlichen Wohnungsbau des PvdA und war in ihrer Arbeit in der Kammer sehr aktiv in diesem Bereich. Von 1986 bis 1989 war Müller stellvertretende Vorsitzende des ständigen Ausschusses für Behindertenpolitik.
Am 28. April 1989 wurde Müller zum Ritter des Orden vom Niederländischen Löwen ernannt. Im September dieses Jahres verließ sie die Politik.
Im Jahr 2014, im Alter von 85 Jahren, war sie die „Lijstduwer“ (Letztplatzierte auf der Parteiliste) der Partij van de Arbeid bei den Kommunalwahlen in Oss.